# Digitale videorecorder
Een digitale videorecorder (DVR), ook wel harddiskrecorder of Personal Video Recorder (PVR) genoemd, is een apparaat of softwarepakket, dat videobeelden in digitaal formaat (meestal MPEG) opneemt op een harde schijf, of ander beschrijfbaar medium.
Een van de voordelen van een digitale videorecorder (bijvoorbeeld ten opzichte van een VHS-videorecorder) is de grotere opslagcapaciteit. De maximale opnameduur op een VHS-videocassette is 4 uur (8 uur met long play), terwijl op een digitale videorecorder met een harde schijf van 160 GB al snel 40 uur aan beeldmateriaal opgeslagen kan worden. Een ander voordeel is de snelle beschikbaarheid van opnames. Er hoeft niet meer gespoeld te worden, maar de gemaakte opnames kunnen eenvoudig in een menu worden geselecteerd.
Hedendaagse digitale videorecorders bevatten vaak de mogelijkheid om live tv-programma's te pauzeren of een stukje terug te spoelen terwijl de rest van het programma op de achtergrond verder wordt opgenomen (time shifting). Ook is het vaak mogelijk om al te beginnen met het afspelen van een opgenomen programma terwijl de opname zelf nog loopt (chase play).
Een nadeel van digitale videorecorders is dat er geen verwisselbaar medium aanwezig is, zodat opnames niet makkelijk op een ander apparaat af te spelen zijn.  Als in een digitale videorecorder ook een dvd-brander is ingebouwd (er wordt dan ook wel over een dvd-recorder gesproken) kan de opname vaak wel op dvd worden overgezet. Ook bevatten digitale videorecorders soms een USB- of netwerkaansluiting zodat opnames overgezet kunnen worden naar bijvoorbeeld een pc.
Enkele toepassingen van digitale videorecorders:
- In combinatie met een dvd-recorder
- In combinatie met een digitale tv-ontvanger
- Ingebouwd in een televisie
- Als softwaretoepassing in een Home Theater PC